# Dennis Law
Raymond Dennis Law (Commerce, 4 de abril de 1955) es un exjugador de fútbol americano estadounidense que jugó como receptor abierto y retornador para los Cincinnati Bengals de la National Football League (NFL). Jugó fútbol americano universitario en la Universidad Estatal del Este de Tennessee.

## Carrera universitaria
Law jugó como receptor abierto en la Universidad Estatal de East Tennessee y se unió al equipo en 1973 como estudiante de primer año. En sus primeros dos años con East Tennessee, fue reserva para la posición de receptor abierto, pero ganó el papel titular en 1975, donde atrapó 18 pases en 11 juegos para 428 yardas y un touchdown. Law mejoró su desempeño en 1976 con 22 recepciones en 10 juegos para 460 yardas y un touchdown. Al comenzar la temporada de 1977, Law asumió la posición de retornador de patada de despeje y patada inicial cuando las lesiones del equipo le obligaron a ocupar el lugar en un partido contra Murray State. Law se convirtió en el mejor receptor abierto del equipo, con 33 recepciones en 11 juegos para 488 yardas y cuatro touchdowns. Law hizo 18 devoluciones para 510 yardas y dos touchdowns, lo que le valió un lugar en el equipo All-Ohio Valley con East Tennessee.

## Carrera profesional
Law fue seleccionado por los Cincinnati Bengals en la cuarta ronda con la selección número 99 en el Draft de la NFL de 1978.
Law hizo su debut en la NFL el 3 de septiembre de 1978, contra los Kansas City Chiefs. Law recibió 1 pase para 18 yardas y devolvió 4 despejes para 29 yardas. Law se utilizó principalmente como regresador de patadas y despejes durante la temporada de 1978, devolviendo 25 patadas y 2 despejes para 136 yardas y recibiendo 5 pases para 81 yardas como receptor abierto. Law es más conocido por un error que cometió contra los Buffalo Bills el 22 de octubre de 1978, al romper un «mandamiento no escrito» de correr hacia la zona de anotación para recibir un despeje en lugar de permanecer en la yarda 10, donde fue tacleado por Lou Piccone para un safety, lo que hace que el marcador del juego fuera 5-0 a favor de los Bills.
Law fue canjeado el 24 de agosto de 1979 a los Washington Redskins por una selección de draft no revelada, pero se retiró dos días después, declarando nulo el draft. Law fue suspendido de los Bengals y luego firmado por los Redskins el 6 de noviembre de 1979, como reemplazo de Buddy Hardeman, que había sufrido una fractura de mandíbula. Posteriormente, Law fue suspendido la semana siguiente, el día 13, para dejar espacio para el fichaje de Bobby Hammond.
El 18 de abril de 1980, los Tampa Bay Buccaneers firmaron a Law junto con los receptores abiertos Warren Anderson y Randy Simmrin. El 6 de agosto de 1980, los Buccaneers renunciaron a Law junto con el ala cerrada Steve Stephens y el back defensivo Larry Flowers.